# Achernar
Achernar, α Eridani, je nejjasnější hvězdou v souhvězdí Eridanu a jedna z deseti nejjasnějších hvězd na obloze. Leží natolik jižně, že z českých zeměpisných šířek ji nelze spatřit.
Název pochází z arabštiny a znamená „konec řeky“.
Byla v roce 2003 pozorována interferometrem Very Large Telescope. Interferometr (VLTI) zpozoroval, že díky své rychlé rotaci (rychlostí 230 km/s) je silně zploštělá. Přesná hodnota rychlosti rotace závisí na neznámé orientaci osy rotace. Její rovníkový průměr je přinejmenším 1,5krát větší než polární průměr.